# IMAGO
『IMAGO』（イマーゴ）は、イタリアのハードロックバンド、ビー・ザ・ウルフが2015年に発表したアルバム。

## 解説
ビー・ザ・ウルフのデビューアルバムである。
2012年から2014年にかけて収録したアルバムで、2015年に脱退したフランチェスコも制作時には在籍しており、彼の演奏や姿が音源やミュージック・ビデオに収録されている。
全曲、フェデリコが作詞・作曲をし、メンバー全員でアレンジする方式を採っている。
タイトルおよびジャケットのコンセプトは繭で、ファースト・アルバムをリリースし、「生まれた」と同時に「大人になった」ことを表している。ジャケットのコラージュに用いられているモチーフは、蘭の花はOPETHの『オーキッド』、狼の頭蓋骨は『羊たちの沈黙』など、自分たちに影響を与えた様々なものへのオマージュである。

## 収録曲
1. シンズ - Si(g)ns
2. カメレオン - Chameleon
3. フォール - The Fall
4. ジャングル・ジュリア - Jungle Julia
5. 24 - 24
6. コメディアン - The Comedian
7. フロリンダズ・マーダー - Florinda's MUrderer
8. ダスト・イン・ホフマン - Dust In Hoffman
9. ハウス・オヴ・ザ・デッド・スノー - The House Of The Dead Snow
10. ワン・マン・ウルフパック - One Man Wolfpack

### ボーナス・トラック
1. ジ・エンド・オヴ・ハートエイク - The End Of Heartache
（キルスウィッチ・エンゲイジのアコースティック・カバー）

## 参加ミュージシャン
- フェデリコ・モンデッリ - (Vo/G)
- フランチェスコ・プリオーロ - (G)
- マルコ・ヴェルドネ - (B)
- ポール・カネッティ - (Ds)